# Morten W. Sørensen
Morten W. Sørensen (* 4. Mai 1979 in Kopenhagen) ist ein ehemaliger dänischer Squashspieler. 

## Karriere
Morten W. Sørensen spielte von 1997 bis 2008 auf der PSA World Tour. Seine höchste Platzierung in der Weltrangliste erreichte er mit Rang 91 im Juni 2005. Er wurde zwischen 2000 und 2013 viermal dänischer Landesmeister. Mit der dänischen Nationalmannschaft nahm er 1999 und 2011 an der Weltmeisterschaft teil, ebenso 13 Mal an Europameisterschaften.

## Erfolge
- Dänischer Meister: 4 Titel (2000, 2007, 2008, 2013)